# 洗足池

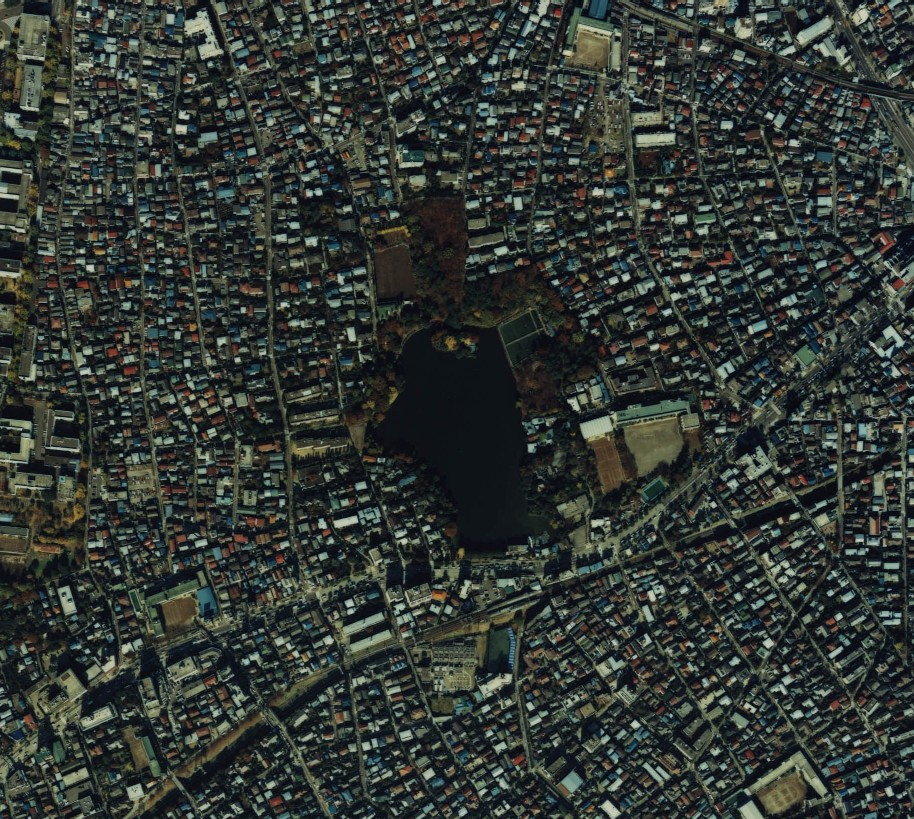
航空写真に見る洗足池付近。1984年度の撮影。池の周りは閑静な住宅地である。。

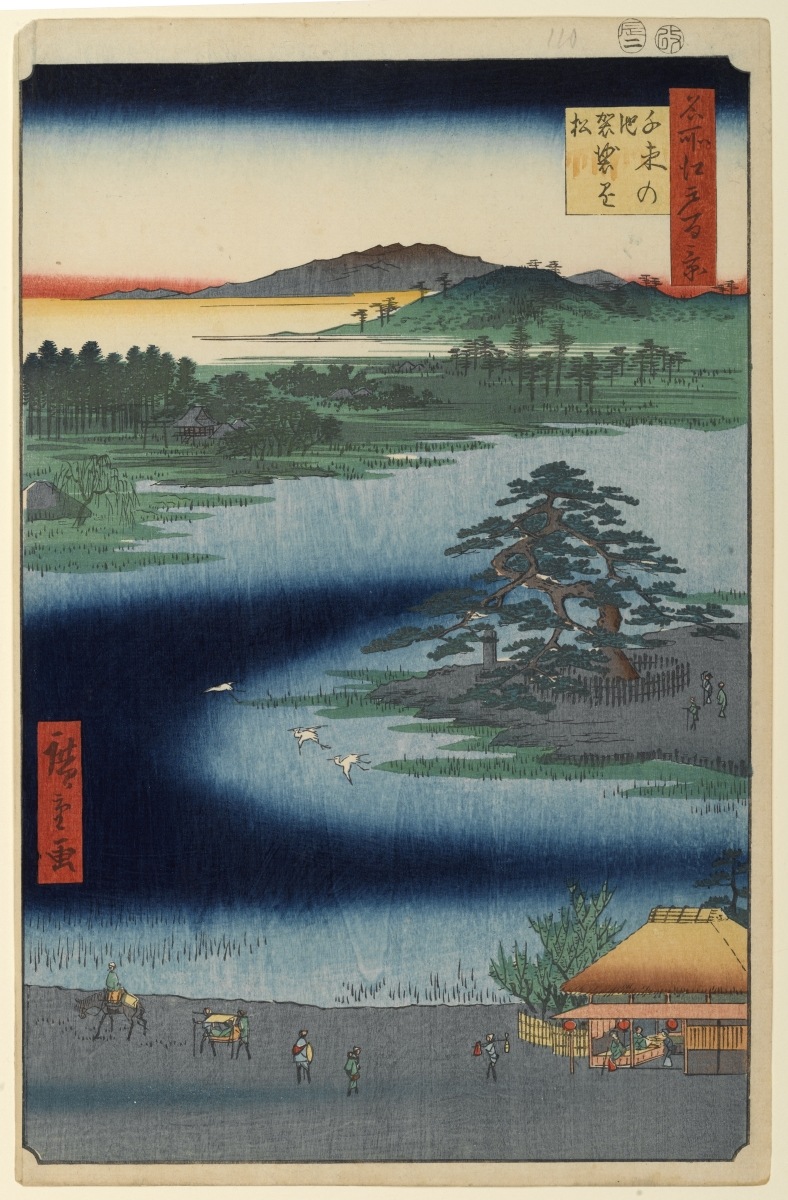
歌川広重『名所江戸百景』に描かれた洗足池

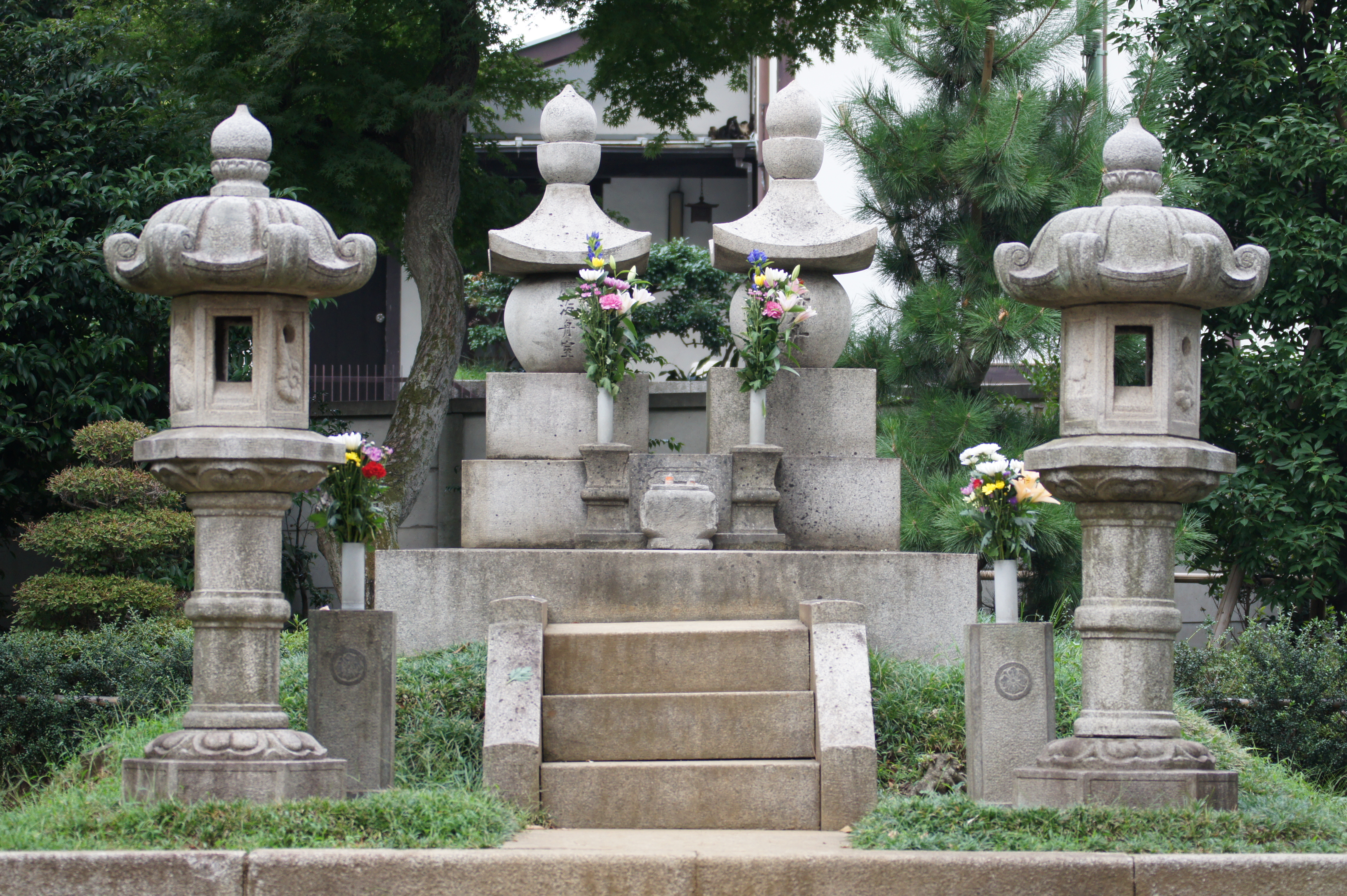
勝海舟夫妻の墓

洗足池（せんぞくいけ）は、東京都大田区南千束の洗足池公園内にある池である。東京都指定名勝。

## 概要
園内にはホタルの自生化に取り組む水生植物園、厳島神社が鎮座する弁天島、池月橋など見どころも多い。サクラ（桜）が群生する「桜広場」「桜川」も人気が高い。

### 水源
湧水池であり、流れ込む川はないが、付近一帯には農家が作物の洗い場として利用していた大小の湧水が多くあり、用水路を通して池に流れ込んでいた。洗足池の主要水源となる湧水は4か所あったとされ、現在は清水窪弁財天（大田区北千束1-26。東京の名湧水57選の一つ）の湧水が残っている。今も水量が豊富で、浸透管を用いて洗足池に流れている。

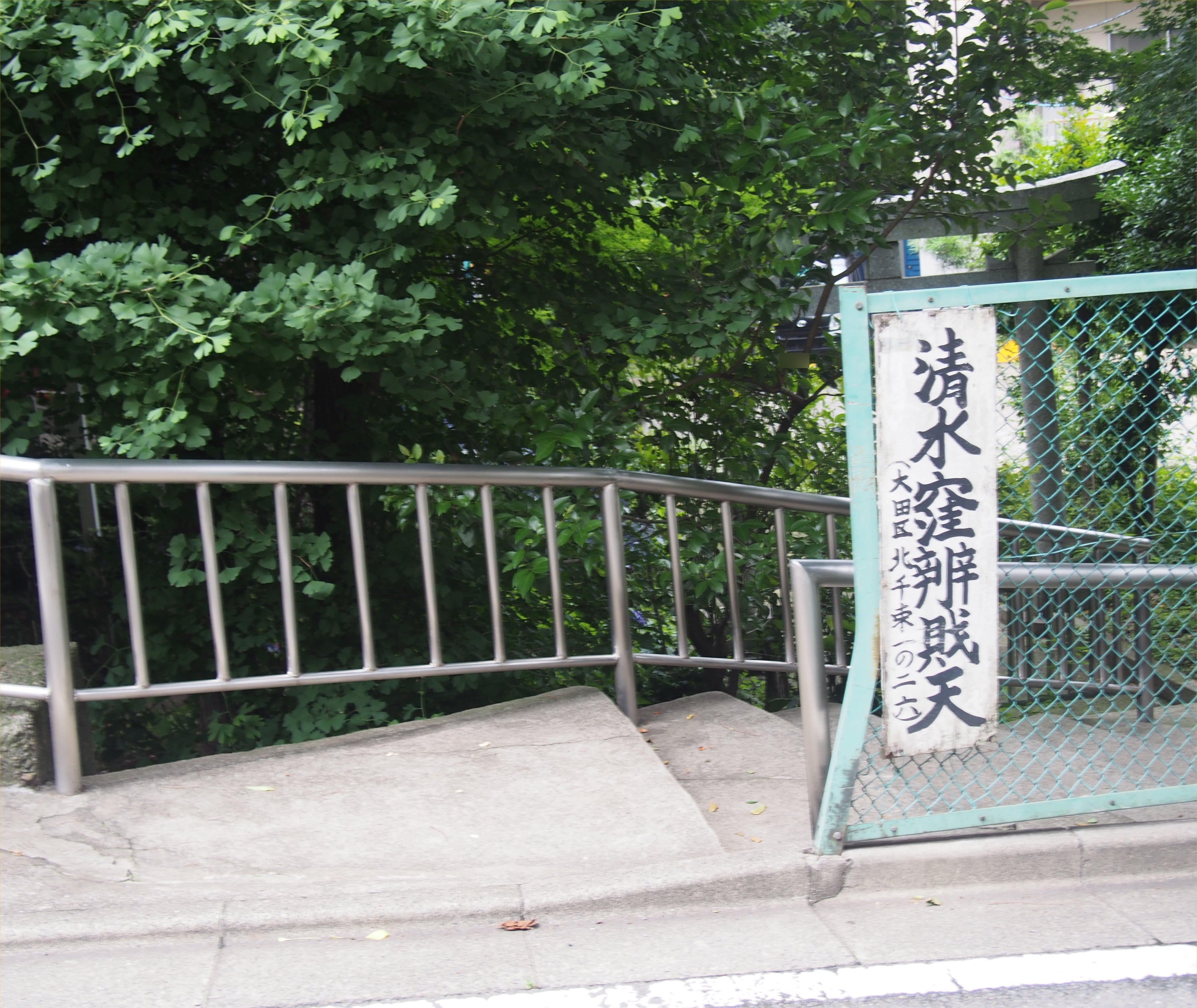
水源の一つである清水窪弁財天
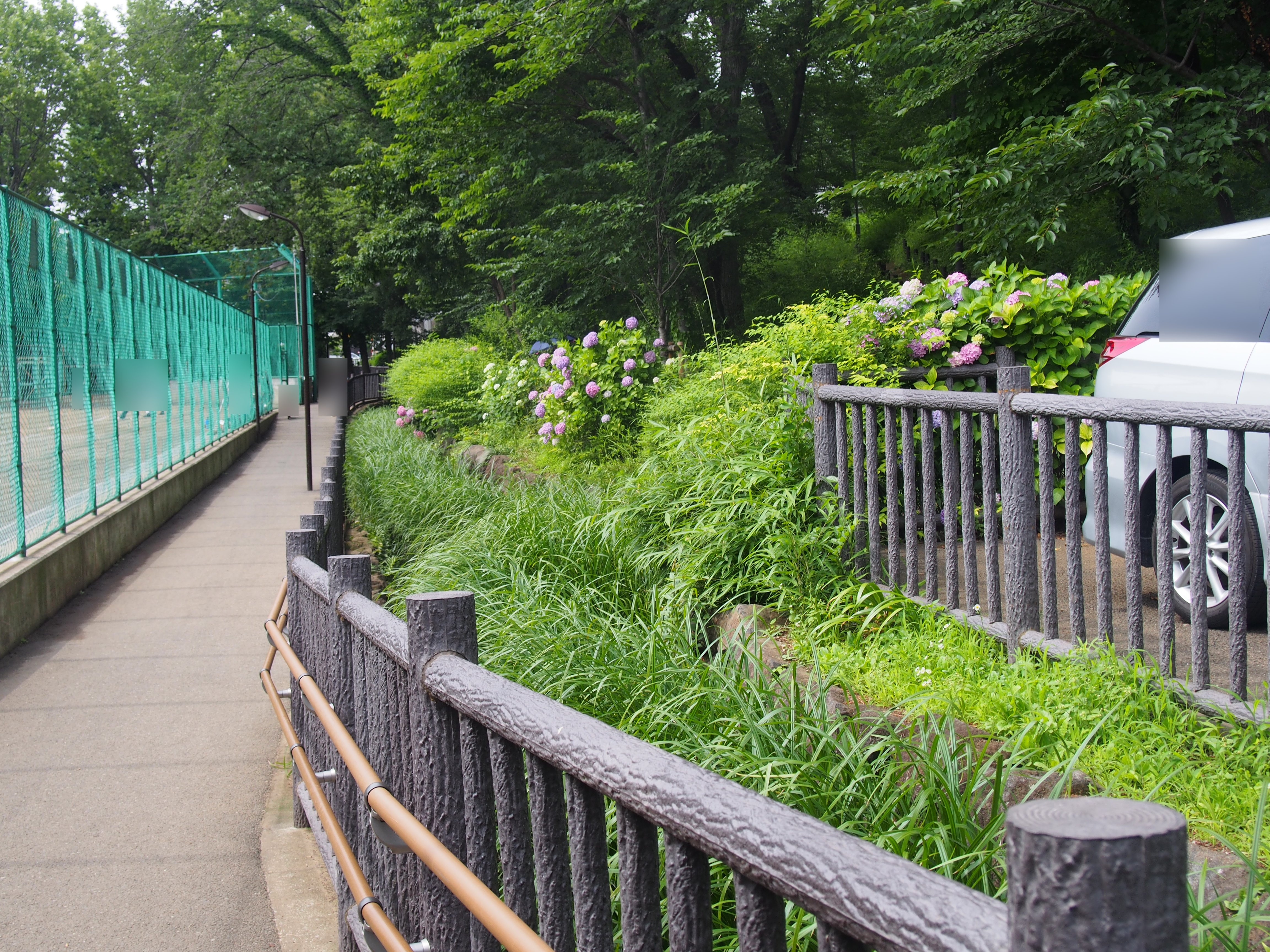
洗足池の北部にある水路。清水窪弁財天などからの湧水が流れ込む。

### 下流
洗足池を出た水は洗足流れとなり、最後には呑川へと合流する。かつては農業用水として利用されたが、現在は住民の憩いの場となっている。

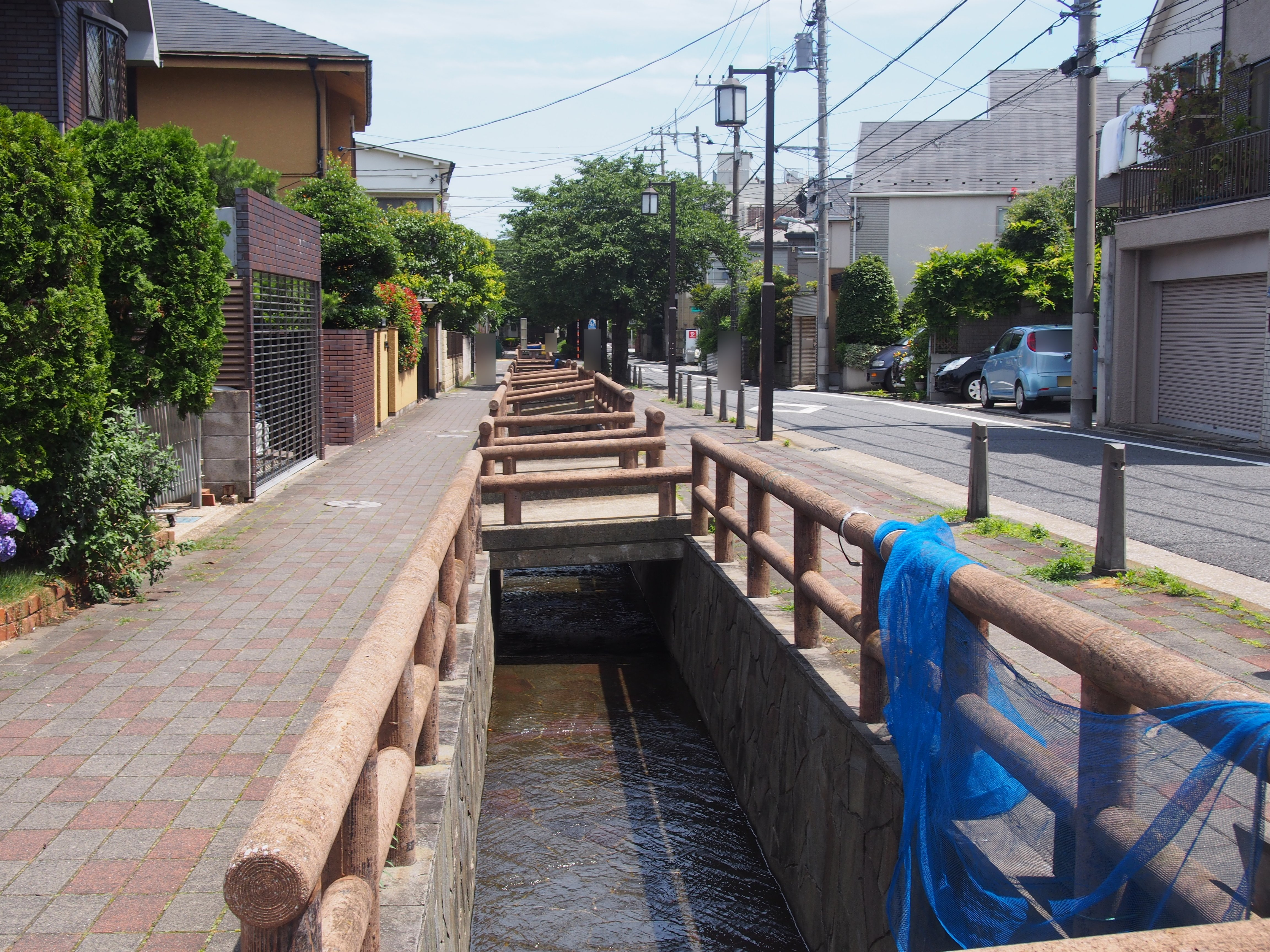
洗足流れ

## 名の由来
この地域の古い地名は「千束」（せんぞく）であって、その名は平安時代末期の文献にも見られる。由来としては仏教用語の千僧供料（せんそうくりょう）の寺領の免田であって、千束の稲が貢租（税）から免除されていたとする説や、「大池」（洗足池の別称）を水源として灌漑に利用されたので稲千束分の税が免ぜられていたとする説などがある。のちに、身延山久遠寺から常陸へ湯治に向かう途中の日蓮が、池のほとりで休息し足を洗ったという言い伝えが生まれ、千束の一部が「洗足」となった。
日蓮が袈裟をかけたと言われる「袈裟掛けの松」（3代目）も残っている（「妙福寺 (大田区)」も参照）。池の北側の中島には弁才天が祀られている。

## 周辺スポットなど

### 千束八幡神社

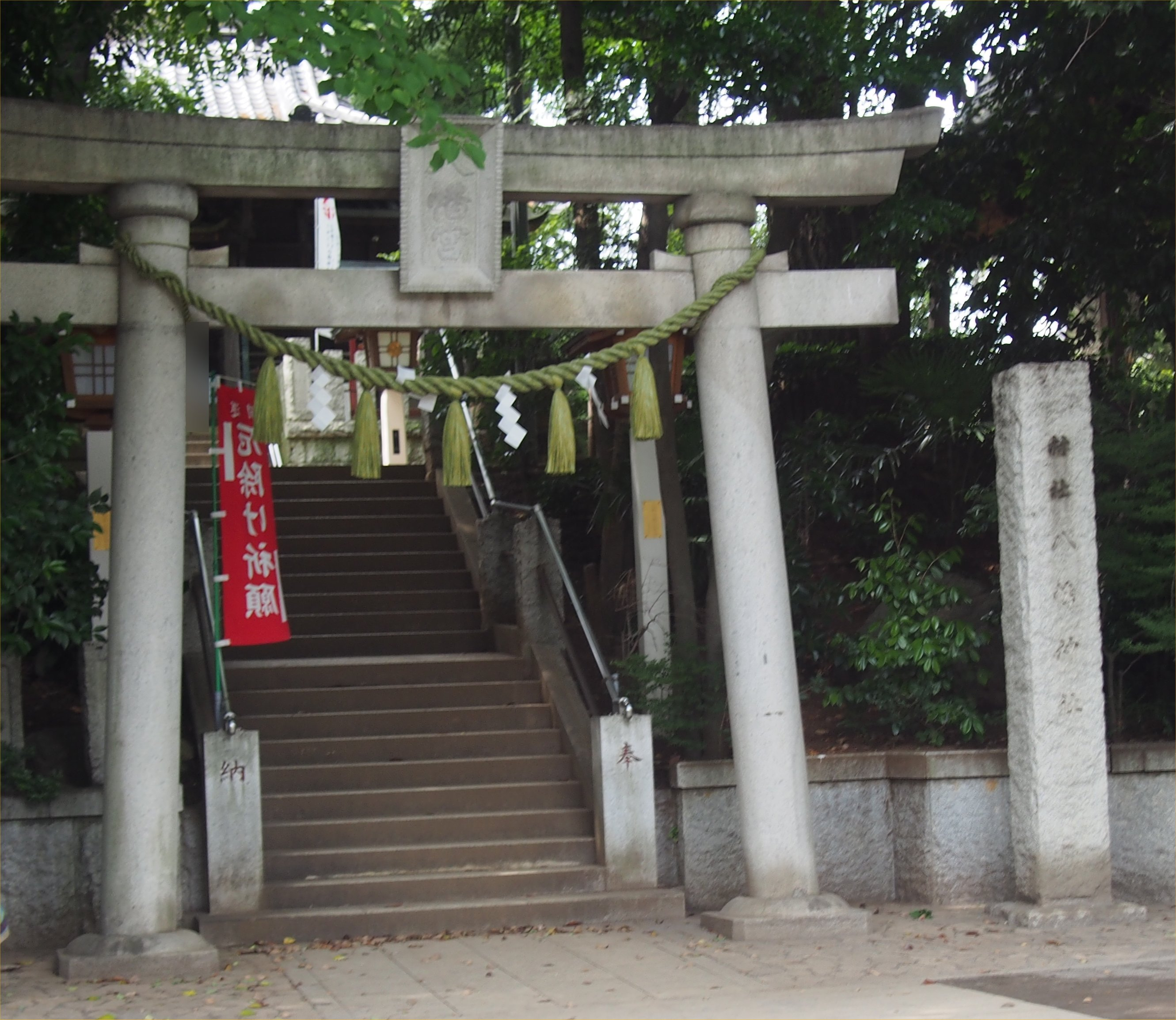
千束八幡神社

千束八幡神社（せんぞくはちまんじんじゃ）は、洗足池の西のほとりに鎮座する神社である。品陀和気之命（応神天皇）を祭神とする。「旗挙げ八幡」とも呼ばれる。
860年（貞観2年）に千束郷の総鎮守として宇佐八幡から勧請された。10世紀前半の平将門の乱の際に鎮守副将軍として関東へ派遣された藤原忠方は、その後に千束八幡を氏神としてこの地に残り、池上姓を名乗ったという（子孫からは池上宗仲や池上幸豊などの人物を輩出している）。また、11世紀前半の後三年の役では、奥州討伐へ向かう源義家が戦勝を祈願したとここにも伝えられている。
1180年（治承4年）、安房国から鎌倉へ向かう途中の源頼朝がこの地に宿営したところ、池に映る月のような姿のたくましい野生馬が現れ、これを捕らえたとの伝承が残る。後に宇治川の先陣争いで佐々木高綱を乗せ、梶原景季の磨墨と競うことになる、名馬「池月」である。頼朝軍はこれを吉兆とし、旗を差し上げ大いに喜んだという。本殿の横に赤目で歯をむく池月を描いた大きな絵馬が奉納されており、さらに境内には池月の像が置かれている。
例大祭は9月に行われており、重要無形民俗文化財に指定されている神楽が奉納され、洗足池の秋まつりとして親しまれている。

### 勝海舟関連
かつては、池のほとりに勝海舟晩年の邸宅「洗足軒」があったが戦災で焼失。現在は勝夫妻の墓が残り、大田区の文化財に指定されている。幕末、勝は江戸総攻撃中止と江戸城無血開城を西郷隆盛に直談判するため、官軍の薩摩勢が本陣をおいた池上本門寺へ向かう途中、洗足池のほとりで休息した。明治維新後、池の風光明媚を愛した勝が移住し、西郷もここを訪ねて勝と歓談したと言う。勝夫妻の墓の隣に「西郷隆盛留魂碑」が建つ。これは、西郷が西南役に倒れた後、当時の東京府南葛飾郡の浄光院境内に勝が自費で建てたもの。1913年（大正2年）に荒川放水路開鑿に伴い、当地に移建された。2019年（令和元年）9月7日、洗足軒隣接地に勝海舟記念館が開館した。

### 徳富蘇峰の詩碑
1937年（昭和12年）に勝海舟と西郷隆盛の江戸城無血開城の偉業をたたえた徳富蘇峰の詩碑が青木藤作ら九人によって建立された。

### 洗足池公園
洗足池を含む一帯は大田区立洗足池公園となっている。西岸にかけられた木製の池月橋、水生植物園やボート乗り場がある。池月橋では、和楽器の演奏会「春宵の響」が、架橋を祝って1955年から行なわれている。
都内有数の桜の名所としても知られ、春には賑わいを見せる。また、池の東南のほとりに大田区立洗足池図書館がある。
公園内はバリアフリー化が計画され、継続した取組みが進められている。

### 洗足小池
洗足池の南東、東急池上線の南側には「小池」と呼ばれるもう一つの池があり、公園として利用されている。これに対して洗足池を「大池」とも呼ぶ。

## 交通
- 東急池上線「洗足池駅」下車、徒歩1分
- 東急目黒線・東急大井町線「大岡山駅」下車、徒歩10分
- 東急バス森05系統：大森操車所・大森駅 - 池上駅 - 洗足池線、「洗足池」下車

## 関連文献
- 斎藤長秋 編「巻之二 天璇之部 千足池」『江戸名所図会』 一、有朋堂書店、415-417頁。NDLJP:1174130/213。